# تشارلز بورتيس
تشارلز بورتيس (بالإنجليزية: Charles Portis )‏ (و. 1933  م) هو روائي، وكاتب، وكاتب سيناريو أمريكي، ولد في إل دورادو.

## التعليم
تعلم في جامعة أركنساس.

## وصلات خارجية
- تشارلز بورتيس على موقع IMDb (الإنجليزية)
- تشارلز بورتيس على موقع الموسوعة البريطانية (الإنجليزية)
- تشارلز بورتيس على موقع قاعدة بيانات الأفلام العربية
- تشارلز بورتيس على موقع ألو سيني (الفرنسية)
- تشارلز بورتيس على موقع ميوزك برينز (الإنجليزية)
- تشارلز بورتيس على موقع أول موفي (الإنجليزية)
- تشارلز بورتيس على موقع قاعدة بيانات الأفلام السويدية (السويدية)
- تشارلز بورتيس على موقع إن إن دي بي (الإنجليزية)
- تشارلز بورتيس على موقع قاعدة بيانات الفيلم (الإنجليزية)
- تشارلز بورتيس على موقع كينوبويسك (الروسية)